# Кватромиљија (Козенца)
Кватромиљија је насеље у Италији у округу Козенца, региону Калабрија.
Према процени из 2011. у насељу је живело 22889 становника. Насеље се налази на надморској висини од 193 м.